# Cypripède acaule
Cypripedium acaule
Espèce
Classification phylogénétique
Statut de conservation UICN

 LC  : Préoccupation mineure
Statut CITES
Le sabot de la Vierge (Cypripedium acaule) est une espèce de plantes à fleurs de la famille des Orchidaceae et de la sous-famille Cypripedioideae. C'est une plante herbacée, vivace et rhizomateuse.

## Noms communs
Sabot de la Vierge, cypripède acaule, cypripède rose.

## Description
Cette orchidée d'Amérique du Nord se distingue par ses deux feuilles basales, sans pétiole, et sa grande fleur rose, rarement blanche, de 8 à 10 cm de diamètre. La fleur est constituée de trois sépales et de trois pétales, dont celui du milieu, le labelle, est gonflé en forme de sabot et fissuré verticalement sur toute sa longueur. Les pétales latéraux et les sépales sont étroits et de couleur vert-brun. La floraison a lieu au printemps (mai-juin). Le fruit est une capsule dressée d'environ 4,5 cm de longueur, en forme de fuseau.

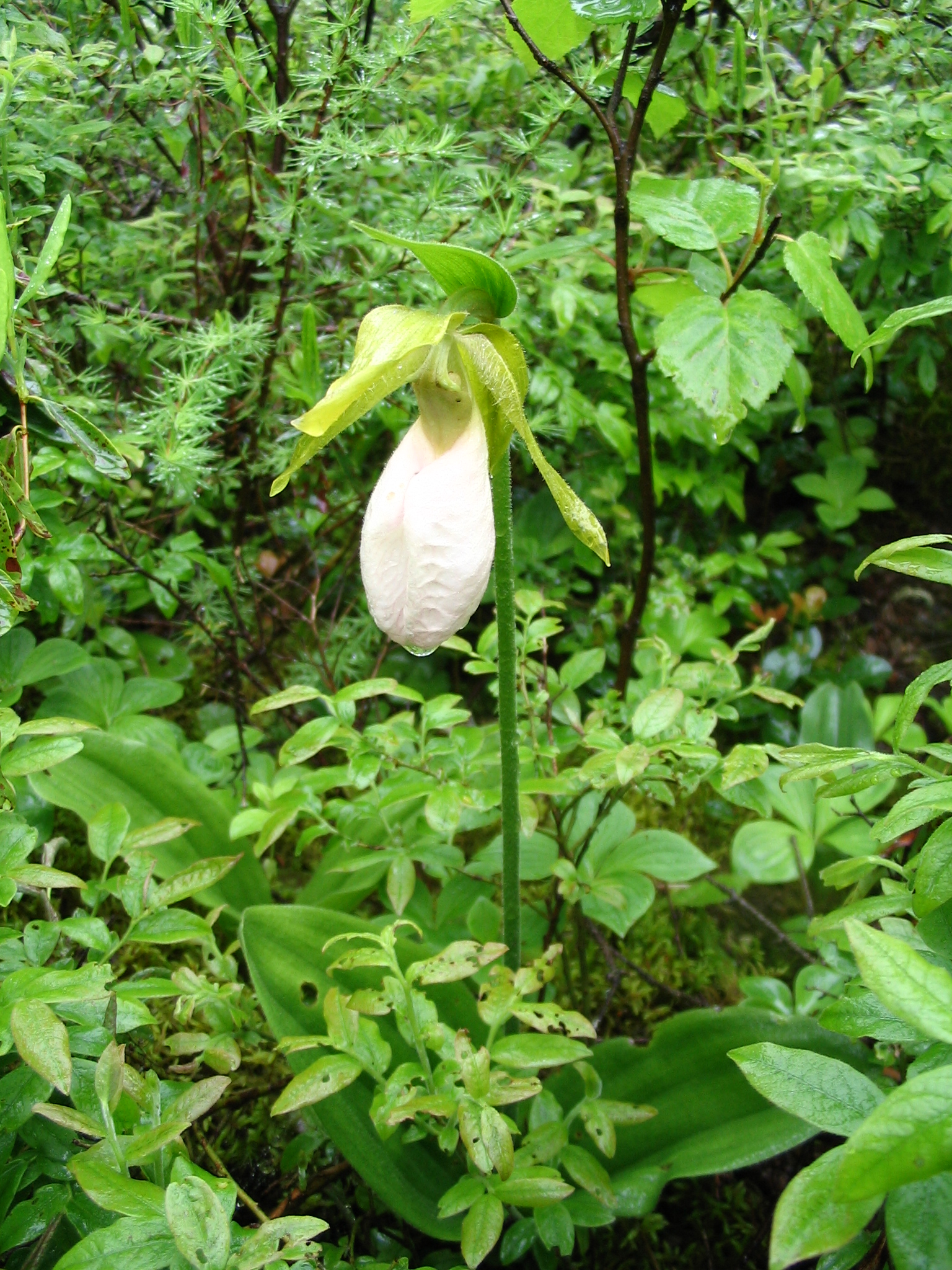
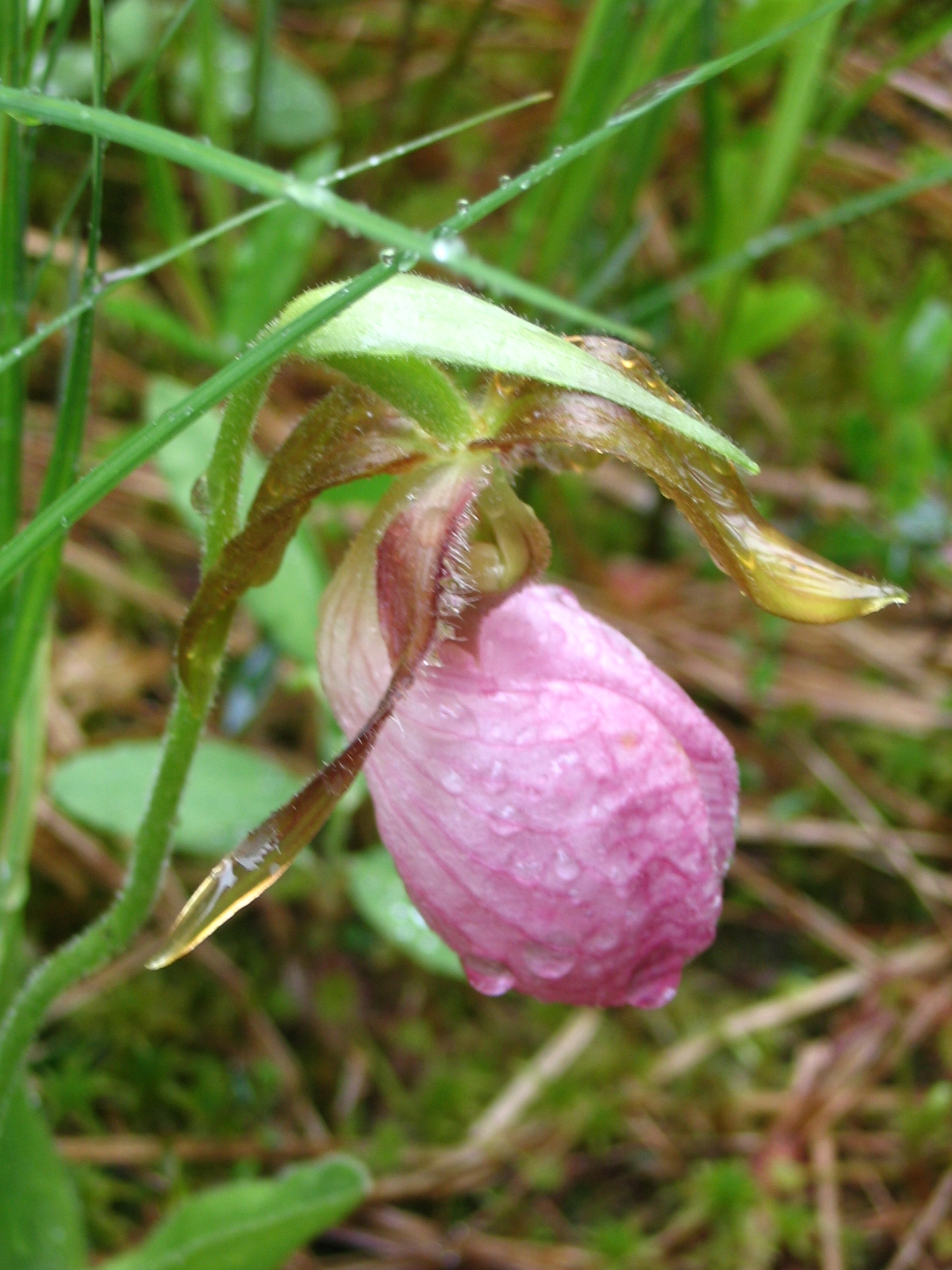
Forme commune.
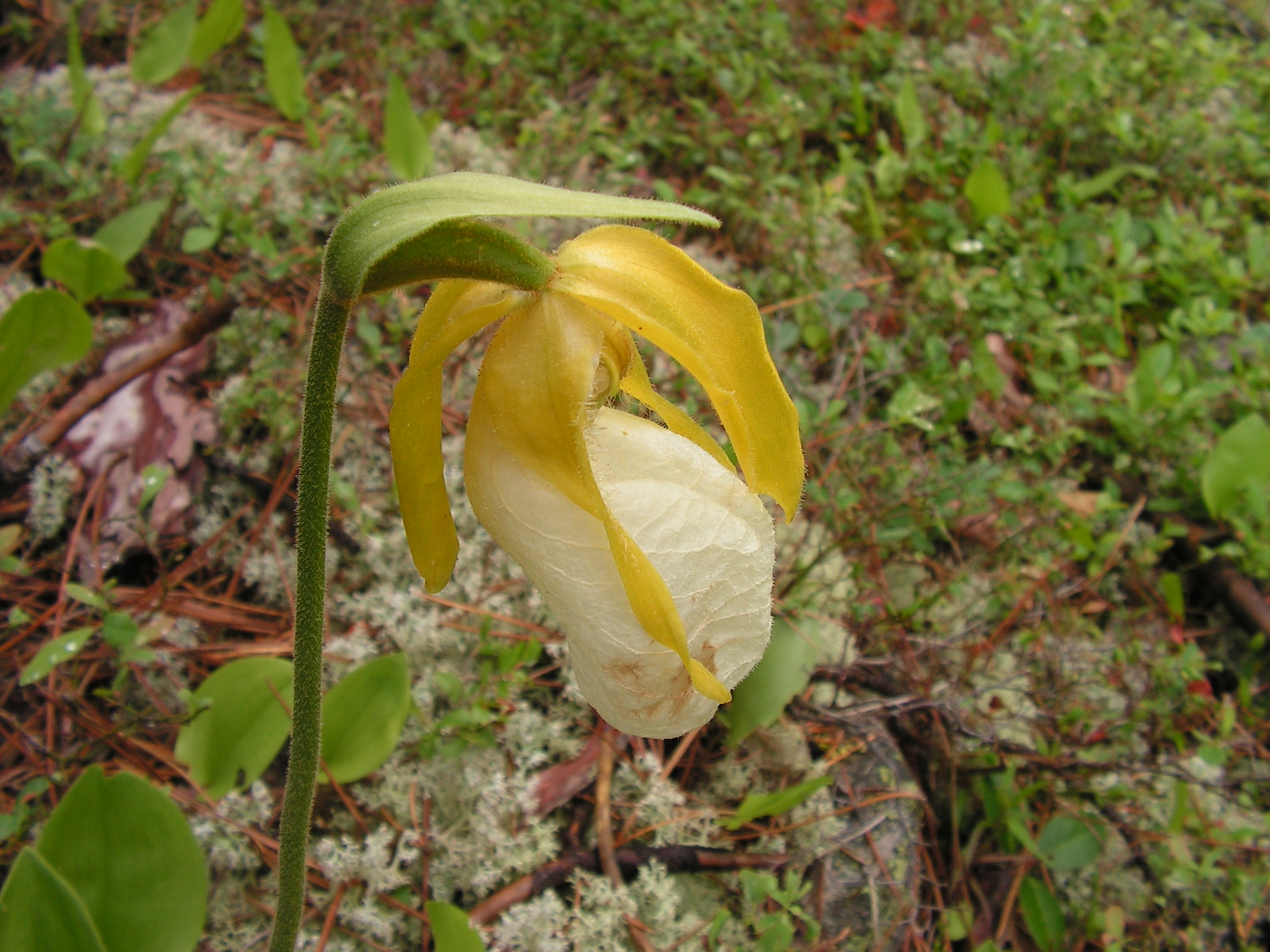
Forme blanche.
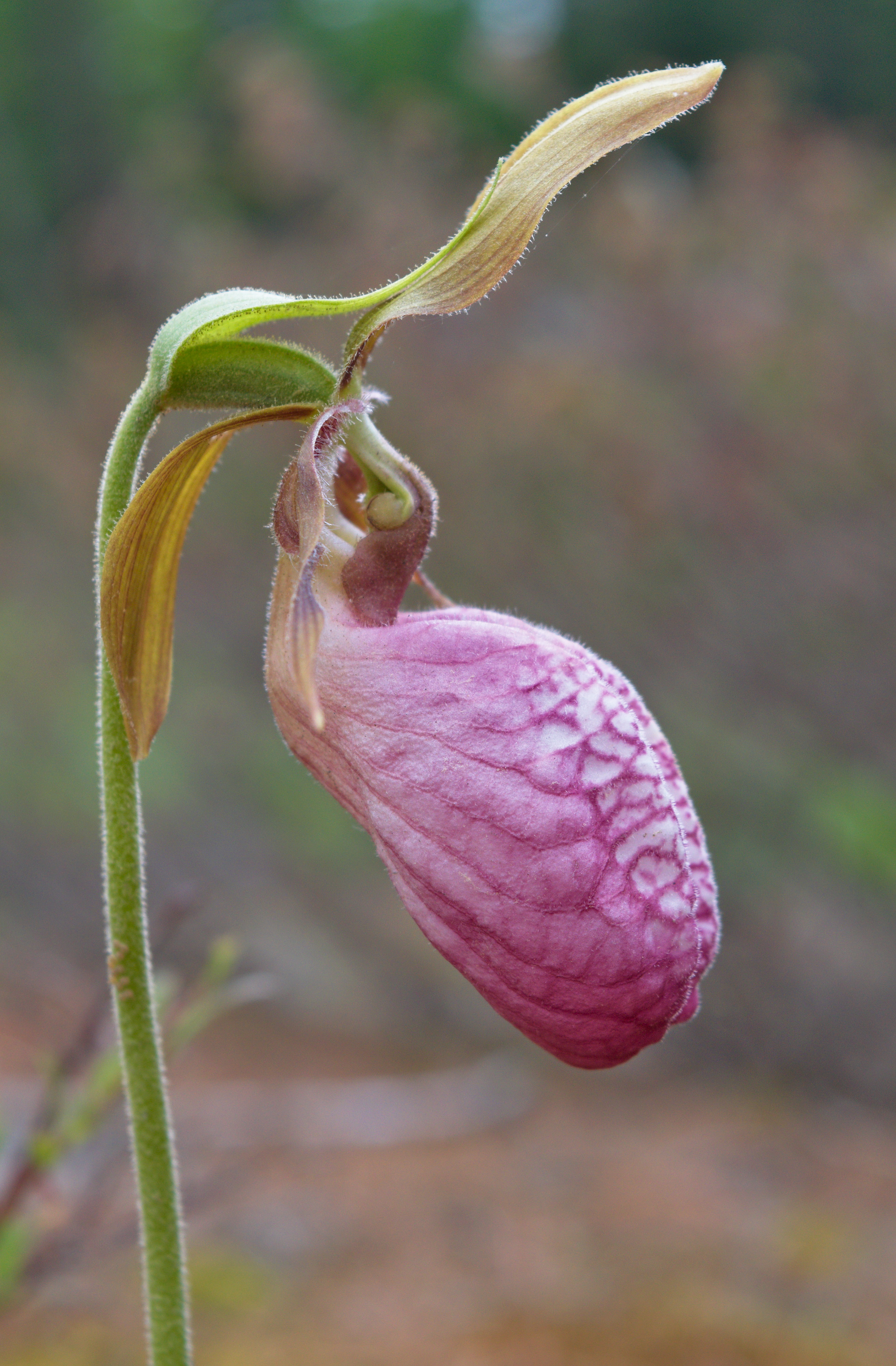
Un sabot de la Vierge.

Le cypripède acaule mesure entre 15 et 61 centimètres de haut.  Sa tige ne présente aucune feuille.  Les 2 feuilles basilaires de la plante émergent directement du rhizome.  Ces feuilles sont de forme elliptique à oblongue et mesurent de 15 à 20 cm de long.  Elles sont nervurées et plissées et garnies de poils argentés à l’endos.  Les feuilles du cypripède acaule ressemblent aux feuilles de la clintonie boréale.
La hampe florale mesure de 15 à 40 cm de haut et ne présente qu’une seule fleur, rarement 2, sous-tendue par une bractée de 2-3 cm de long.
Chaque année, le rhizome s’allonge de quelques millimètres.  Le plant produit alors une nouvelle rosette composée de 2 feuilles et une fleur.  Cette rosette est accolée à la précédente.  Au fil des années, un plant de cypripède est constitué de plusieurs rosettes, formant une touffe dense de feuilles et de fleurs.
Les fleurs roses, mesurant environ 7 cm, sont solitaires et présentent des sépales brun rougeâtre à verdâtre.  Les pétales sont de la même couleur que les sépales et sont quelquefois spiralés.  Le labelle est gonflé et de couleur magenta à blanc.  Il présente une fissure longitudinale sur toute sa longueur.  Les pétales, les sépales et le label sont duveteux.
Parfois, le cypripède acaule présente une inflorescence albinos, entièrement blanche (White lady’s slipper).

## Étymologie
Le nom du genre vient de « Cypris », Vénus, et de « pedilon », soulier. Le nom de l'espèce vient du latin acaule, sans tige.

## Habitat
Cette plante préfère les sols acides et on la retrouve surtout dans les bois de conifères, sur les rochers granitiques ainsi que dans les tourbières. Elle peut croître dans des milieux humides ou secs, ensoleillés ou ombragés.
Le cypripède acaule habite les forêts sèches à humides, les marécages, les tourbières, le bord des routes, les forêts de chênes ou de conifères et les érablières. Il préfère les sols très acides (pH 5,3 à 6,1). On le retrouve entre 0 et 1200 mètres d’altitude.
Cypripedium acaule est une orchidée assez robuste, capable de survivre aux bouleversements des sols forestiers.

## Aire de répartition
Le cypripède acaule est le cypripède le plus largement répandu. On le retrouve du cercle arctique jusqu’au tropique du Cancer. Le cypripède acaule se retrouve dans l’est du Canada et des États-Unis. 
Il est très commun dans les régions aux sols acides du Nouveau-Brunswick, de la Nouvelle-Écosse, de l'Île-du-Prince-Édouard et dans le centre de l’Ontario.
L'aire de répartition géographique de cette espèce est très vaste et couvre la majeure partie de l'est de l'Amérique du Nord.

Canada : de la Saskatchewan, à l'ouest, jusqu'à Terre-Neuve-et-Labrador, à l'est.

États-Unis : du Minnesota, à l'ouest, jusqu'à la Nouvelle-Angleterre, à l'est. S'étend vers le sud dans les montagnes jusqu'en Géorgie.

## Utilisation

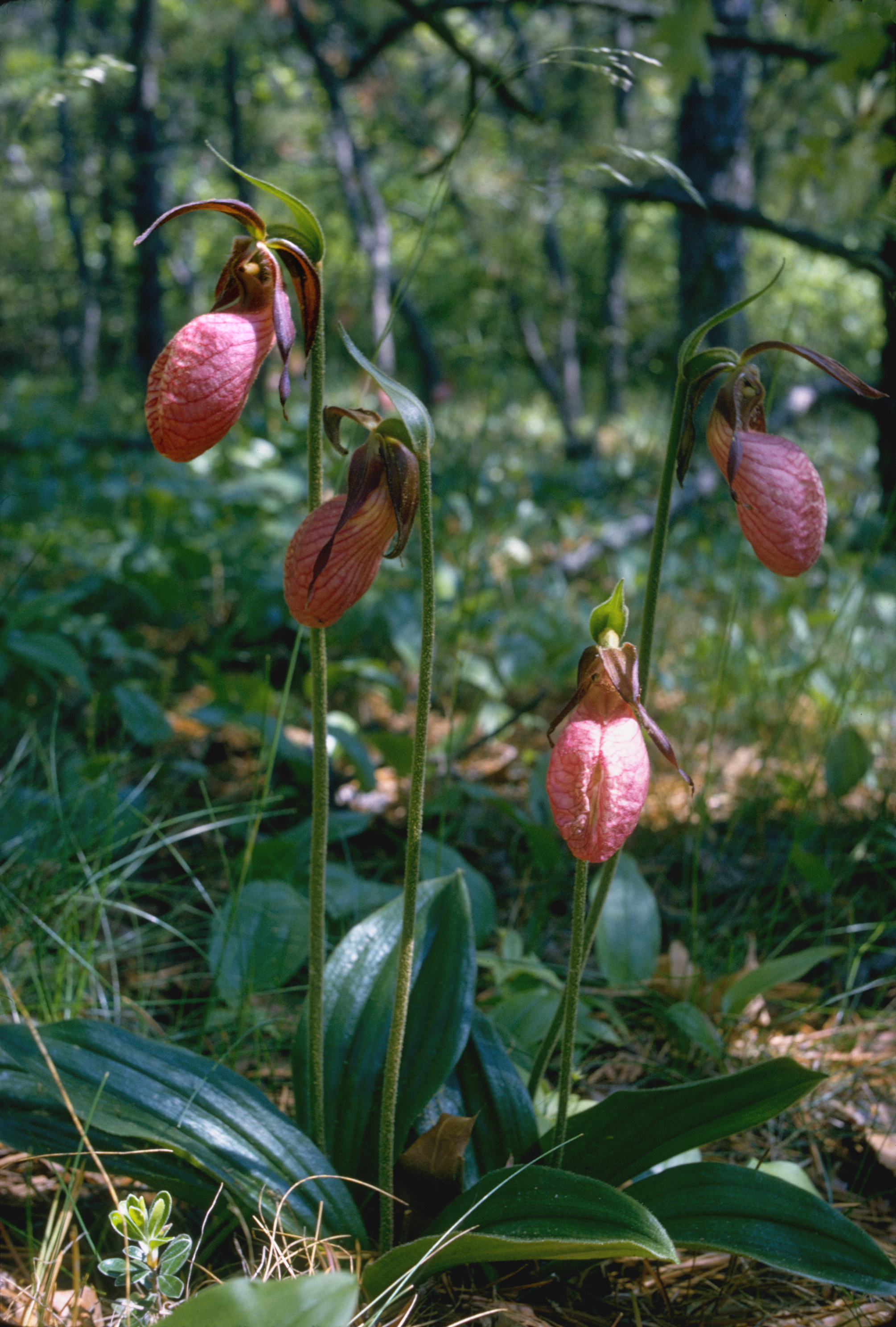
Sabot de la Vierge.

### Usages médicinaux
La racine des cypripèdes a des propriétés sédatives et antispasmodiques et on l'utilisait autrefois contre la nervosité, les maux de dents et les spasmes musculaires. Elles sont cependant très difficiles à cultiver, et il est fortement déconseillé de les récolter en nature, puisque cette pratique compromet la survie de l'espèce.
La transplantation d’un cypripède se solde très souvent par un échec.  Il ne s’adapte pas à son nouvel habitat et meurt.  Comme il est de croissance très lente, cette pratique entraîne la mort d'un plant de plus de 15 ou 20 ans.
La perte de l’habitat du cypripède acaule menace la survie de cette orchidée.

### Usages non médicinaux
Certaines tribus amérindiennes utilisaient cette plante dans la préparation d'un philtre d'amour [réf. nécessaire].

## Divers
La plante symbolise la beauté capricieuse.